# 36 (sang)
|  | Sammenskrivningsforslag Artiklen 36 (sang) er foreslået føjet ind i Steal This Album!. (Siden august 2020) Diskutér forslaget |

36 er en sang af alternativ metalbandet System of a Down og et af deres tidligste værker. Sangen findes på deres tredje album Steal This Album!. På Toxicity II gik den under navnet Your Own Peace.
Hvis man tæller alle sangene fra deres første album (System of a Down) til Steal This Album! kan man lægge mærke til, at sangen 36 er den 36. sang. Den allerførste demo til denne sang blev lavet på en unavngivet demo i 1995 hvor den gik under navnet "Flake/Toast" eller 1936.
I deres indspildningsperiode til deres første album (også kendt som Demo 4) var sangen også på. Den endte dog aldrig på det fuldendte debutalbum